# 82. Kongress der Vereinigten Staaten
Der 82. Kongress der Vereinigten Staaten, bestehend aus dem Repräsentantenhaus und dem Senat, war die Legislative der Vereinigten Staaten. Seine Legislaturperiode dauerte vom 3. Januar 1951 bis zum 3. Januar 1953. Alle Abgeordneten des Repräsentantenhauses sowie ein Drittel der Senatoren (Klasse III) waren im November 1950 bzw. im September im Bundesstaat Maine bei den Kongresswahlen gewählt worden. Dabei ergab sich in beiden Kammern eine Mehrheit für die Demokratische Partei, die mit Harry S. Truman auch den Präsidenten stellte. Der Republikanischen Partei blieb nur die Rolle der Oppositionspartei. Der Kongress tagte in der amerikanischen Bundeshauptstadt Washington, D.C. Die Vereinigten Staaten bestanden damals aus 48 Bundesstaaten. Die Sitzverteilung im Repräsentantenhaus basierte auf der Volkszählung von 1940.

## Wichtige Ereignisse
- 3. Januar 1951: Beginn der Legislaturperiode des 82. Kongresses
- 29. März 1951: Ethel und Julius Rosenberg waren der Spionage für schuldig gesprochen und am 5. April zum Tode verurteilt.
- 11. April 1951: Präsident Truman entbindet General Douglas MacArthur von seinem Kommando im Fernen Osten.
- 5. September 1951: Der Friedensvertrag von San Francisco beendet offiziell die Besatzungszeit in Japan.
- 24. Oktober 1951: Präsident Harry Truman erklärt offiziell den Krieg mit Deutschland für beendet.
- 10. November 1951: In den USA wird das Telefonieren von Küste zu Küste durch direktes durchwählen ohne Vermittlung möglich.
- 31. Dezember 1951: Der Marshallplan endet.
- 29. März 1952: Präsident Harry S. Truman verkündet seinen Verzicht auf eine weitere Präsidentschaftskandidatur.
- 19. Juni 1952: Die Sondereinheit United States Army Special Forces Command (Airborne) wird gegründet.
- 4. November 1952: Präsidentschafts- und Kongresswahlen in den USA. Der Republikaner Dwight D. Eisenhower wird neuer Präsident. Bei den Kongresswahlen gewinnen die Republikaner in beiden Kongress Kammern die Mehrheit.

Die Legislaturperiode des 82. Kongresses war durch die Ereignisse des Koreakriegs überschattet.

## Die wichtigsten Gesetze
In den Sitzungsperioden des 82. Kongresses wurden unter anderem folgende Bundesgesetze verabschiedet (siehe auch: Gesetzgebungsverfahren):
- 10. Oktober 1951: Mutual Security Act
- 27. Juni 1952: Immigration and Nationality Act
- 14. Juli 1952: McGuire Act
- 16. Juli 1952: Veterans’ Readjustment Assistance Act.
- 16. Juli 1952: Federal Coal Mine Safety Act Amendments of 1952
- 16. Juli 1952: Wire Fraud Act of 1952

## Zusammensetzung nach Parteien

### Senat
- Demokratische Partei: 49 (Mehrheit)
- Republikanische Partei: 47
- Sonstige: 0

Gesamt: 96

### Repräsentantenhaus
- Demokratische Partei: 235 (Mehrheit)
- Republikanische Partei: 199
- Sonstige: 1

Gesamt: 435
Außerdem gab es noch drei nicht stimmberechtigte Kongressdelegierte.

## Amtsträger

### Senat
- Präsident des Senats: Alben W. Barkley (D)
- Präsident pro tempore: Kenneth McKellar (D)

#### Führung der Mehrheitspartei
- Mehrheitsführer: Ernest McFarland (D)
- Mehrheitswhip: Lyndon B. Johnson (D)

#### Führung der Minderheitspartei
- Minderheitsführer: Kenneth S. Wherry (R) bis zu seinem Tod am 29. November 1951, dann Styles Bridges (R)
- Minderheitswhip: Leverett Saltonstall (R)

### Repräsentantenhaus
- Sprecher des Repräsentantenhauses: Sam Rayburn (D)

#### Führung der Mehrheitspartei
- Mehrheitsführer: John W. McCormack (D)
- Mehrheitswhip: Percy Priest, (D)

#### Führung der Minderheitspartei
- Minderheitsführer: Joseph William Martin (R)
- Minderheitswhip: Leslie C. Arends (R)

## Senatsmitglieder
Im 82. Kongress vertraten folgende Senatoren ihre jeweiligen Bundesstaaten:
| Alabama - 2. John Sparkman (D) - 3. J. Lister Hill (D) Arizona - 1. Ernest McFarland (D) - 3. Carl Hayden (D) Arkansas - 2. John Little McClellan (D) - 3. J. William Fulbright (D) Kalifornien - 1. William F. Knowland (R) - 3. Richard Nixon (R) bis zum 1. Januar 1953 - Thomas Kuchel (R) ab dem 2. Januar 1953 Colorado - 2. Edwin C. Johnson (D) - 3. Eugene Millikin (R) Connecticut - 1. William Burnett Benton (D) - 3. Brien McMahon (D) bis zum 28. Juli 1952 - William A. Purtell (R) vom 29. August bis zum 4. November 1952 - Prescott Bush (R) ab dem 5. November 1952 Delaware - 1. John J. Williams (R) - 2. J. Allen Frear (D) Florida - 1. Spessard Holland (D) - 3. George Smathers (D) Georgia - 2. Richard B. Russell (D) - 3. Walter F. George (D) Idaho - 2. Henry Dworshak (R) - 3. Herman Welker (R) Illinois - 2. Paul Howard Douglas (D) - 3. Everett Dirksen (R) Indiana - 1. William E. Jenner (R) - 3. Homer E. Capehart (R) Iowa - 2. Guy Gillette (D) - 3. Bourke B. Hickenlooper (R) Kansas - 2. Andrew Schoeppel (R) - 3. Frank Carlson (R) Kentucky - 2. Virgil Chapman (D) bis zum 8. März 1951 - Thomas R. Underwood (D) vom 19. März 1951 bis zum 4. November 1952 - John Sherman Cooper (R) ab dem 5. November 1952 - 3. Earle C. Clements (D) Louisiana - 2. Allen J. Ellender (D) - 3. Russell B. Long (D) Maine - 1. Owen Brewster (R) bis zum 31. Dezember 1952 - 2. Margaret Chase Smith (R) Maryland - 1. Herbert O’Conor (D) - 3. John Marshall Butler (R) Massachusetts - 1. Henry Cabot Lodge Jr. (R) - 2. Leverett Saltonstall (R) Michigan - 1. Arthur H. Vandenberg (R) bis zum 18. April 1951 - Blair Moody (D) vom 23. April 1951 bis zum 4. November 1952 - Charles E. Potter (R) ab dem 5. November 1952 - 2. Homer S. Ferguson (R) Minnesota - 1. Edward John Thye (R) - 2. Hubert H. Humphrey (D) bzw. (Democratic Farmer Labor Party) Mississippi - 1. John C. Stennis (D) - 2. James Eastland (D) Missouri - 1. James P. Kem (R) - 3. Thomas C. Hennings (D) | Montana - 1. Zales Ecton (R) - 2. James Edward Murray (D) Nebraska - 1. Hugh A. Butler (R) - 2. Kenneth S. Wherry (R) bis zum 29. November 1951 - Fred Andrew Seaton (R) vom 10. Dezember 1951 bis zum 4. November 1952 - Dwight Griswold (R) ab dem 5. November 1952 Nevada - 1. George W. Malone (R) - 3. Pat McCarran (D) New Hampshire - 2. Styles Bridges (R) - 3. Charles W. Tobey (R) New Jersey - 1. Howard Alexander Smith (R) - 2. Robert C. Hendrickson (R) New Mexico - 1. Dennis Chavez (D) - 2. Clinton Presba Anderson (D) New York - 1. Irving Ives (R) - 3. Herbert H. Lehman (D) North Carolina - 2. Willis Smith (D) - 3. Clyde R. Hoey (D) North Dakota - 1. William Langer (R) - 3. Milton Young (R) Ohio - 1. John W. Bricker (R) - 3. Robert A. Taft (R) Oklahoma - 2. Robert S. Kerr (D) - 3. A. S. Mike Monroney (D) Oregon - 2. Guy Cordon (R) - 3. Wayne Morse (R) Pennsylvania - 1. Edward Martin (R) - 3. James H. Duff (R) Rhode Island - 1. John O. Pastore (D) - 2. Theodore F. Green (D) South Carolina - 2. Burnet R. Maybank (D) - 3. Olin D. Johnston (D) South Dakota - 2. Karl Earl Mundt (R) - 3. Francis H. Case (R) Tennessee - 1. Kenneth McKellar (D) - 2. Estes Kefauver (D) Texas - 1. Tom Connally (D) - 2. Lyndon B. Johnson (D) Utah - 1. Arthur Vivian Watkins (R) - 3. Wallace F. Bennett (R) Vermont - 1. Ralph Flanders (R) - 3. George Aiken (R) Virginia - 1. Harry F. Byrd Sr. (D) - 2. Absalom Willis Robertson (D) Washington - 1. Harry P. Cain (R) - 3. Warren G. Magnuson (D) West Virginia - 1. Harley M. Kilgore (D) - 2. Matthew M. Neely (D) Wisconsin - 1. Joseph McCarthy (R) - 3. Alexander Wiley (R) Wyoming - 1. Joseph C. O’Mahoney (D) - 2. Lester C. Hunt (D) |

## Mitglieder des Repräsentantenhauses
Folgende Kongressabgeordnete vertraten im 82. Kongress die Interessen ihrer jeweiligen Bundesstaaten:
| Alabama 9 Wahlbezirke - 1. Frank W. Boykin (D) - 2. George M. Grant (D) - 3. George W. Andrews (D) - 4. Kenneth A. Roberts (D) - 5. Albert Rains (D) - 6. Edward deGraffenried (D) - 7. Carl Elliott (D) - 8. Robert Jones Jr. (D) - 9. Laurie C. Battle (D) Arizona Staatsweite Wahl - John R. Murdock (D) - Harold Patten (D) Arkansas 7 Wahlbezirke. - 1. Ezekiel Candler Gathings (D) - 2. Wilbur Daigh Mills (D) - 3. James William Trimble (D) - 4. Boyd Anderson Tackett (D) - 5. Lawrence Brooks Hays (D) - 6. William Frank Norrell (D) - 7. Oren Harris (D) Kalifornien 23 Wahlbezirke. - 1. Hubert B. Scudder (R) - 2. Clair Engle (D) - 3. J. Leroy Johnson (R) - 4. Franck R. Havenner (D) - 5. John Shelley (D) - 6. George Paul Miller (D) - 7. John Joseph Allen (R) - 8. Jack Z. Anderson (R) - 9. Allan O. Hunter (R) - 10. Thomas H. Werdel (R) - 11. Ernest K. Bramblett (R) - 12. Patrick J. Hillings (R) - 13. Norris Poulson (R) - 14. Sam Yorty (D) - 15. Gordon L. McDonough (R) - 16. Donald L. Jackson (R) - 17. Cecil R. King (D) - 18. Clyde Doyle (D) - 19. Chester E. Holifield (D) - 20. John Carl Hinshaw (R) - 21. Harry R. Sheppard (D) - 22. John Phillips (R) - 23. Clinton D. McKinnon (D) Colorado 4 Wahlbezirke - 1. Byron G. Rogers (D) - 2. William S. Hill (R) - 3. John Chenoweth (R) - 4. Wayne N. Aspinall (D) Connecticut 5 Wahlbezirke. Außerdem wurde ein Abgeordneter staatsweit gewählt - 1. Abraham A. Ribicoff (D) - 2. Horace Seely-Brown (R) - 3. John A. McGuire (D) - 4. Albert P. Morano (R) - 5. James T. Patterson (R) - 6. Antoni Sadlak (R) staatsweit gewählt Delaware Staatsweite Wahl - Cale Boggs (R) Florida 6 Wahlbezirke - 1. Chester B. McMullen (D) - 2. Charles Edward Bennett (D) - 3. Robert Sikes (D) - 4. William C. Lantaff (D) - 5. Albert Sydney Herlong Jr. (D) - 6. Dwight L. Rogers (D) Georgia 10 Wahlbezirke - 1. Prince H. Preston Jr. (D) - 2. Edward E. Cox (D) bis zum 24. Dezember 1952 - 3. Elijah Lewis Forrester (D) - 4. Albert Sidney Camp (D) - 5. James Curran Davis (D) - 6. Carl Vinson (D) - 7. Henderson Lovelace Lanham (D) - 8. William M. Wheeler (D) - 9. John Stephens Wood (D) - 10. Paul Brown (D) Idaho 2 Wahlbezirke - 1. John Travers Wood (R) - 2. Hamer H. Budge (R) Illinois 26 Wahlbezirke - 1. William L. Dawson (D) - 2. Richard B. Vail (R) - 3. Fred E. Busbey (R) - 4. William E. McVey (R) - 5. John C. Kluczynski (D) - 6. Thomas J. O’Brien (D) - 7. Adolph J. Sabath (D) bis zum 6. November 1952 - 8. Thomas S. Gordon (D) - 9. Sidney R. Yates (D) - 10. Richard W. Hoffman (R) - 11. Timothy P. Sheehan (R) - 12. Edgar A. Jonas (R) - 13. Marguerite S. Church (R) - 14. Chauncey W. Reed (R) - 15. Noah M. Mason (R) - 16. Leo E. Allen (R) - 17. Leslie C. Arends (R) - 18. Harold Himmel Velde (R) - 19. Robert B. Chiperfield (R) - 20. Sid Simpson (R) - 21. Peter F. Mack (D) - 22. William L. Springer (R) - 23. Edward H. Jenison (R) - 24. Charles W. Vursell (R) - 25. Charles Melvin Price (D) - 26. C. W. Bishop (R) Indiana 11 Wahlbezirke - 1. Ray J. Madden (D) - 2. Charles A. Halleck (R) - 3. Shepard J. Crumpacker (R) - 4. E. Ross Adair (R) - 5. John V. Beamer (R) - 6. Cecil M. Harden (R) - 7. William G. Bray (R) - 8. Winfield K. Denton (D) - 9. Earl Wilson (R) - 10. Ralph Harvey (R) - 11. Charles B. Brownson (R) Iowa 8 Wahlbezirke - 1. Thomas E. Martin (R) - 2. Henry O. Talle (R) - 3. H. R. Gross (R) - 4. Karl M. Le Compte (R) - 5. Paul Cunningham (R) - 6. James I. Dolliver (R) - 7. Ben F. Jensen (R) - 8. Charles B. Hoeven (R) Kansas 6 Wahlbezirke. - 1. Albert M. Cole (R) - 2. Errett P. Scrivner (R) - 3. Myron V. George (R) - 4. Edward Herbert Rees (R) - 5. Clifford R. Hope (R) - 6. Wint Smith (R) Kentucky 9 Wahlbezirke - 1. Noble Jones Gregory (D) - 2. John A. Whitaker (D) bis zum 15. Dezember 1951 - Garrett L. Withers (D) ab dem 2. August 1952 - 3. Thruston Ballard Morton (R) - 4. Frank Chelf (D) - 5. Brent Spence (D) - 6. Thomas R. Underwood (D) bis zum 17. März 1951 - John C. Watts (D) ab dem 14. April 1951 - 7. Carl D. Perkins (D) - 8. Joe B. Bates (D) - 9. James S. Golden (R) Louisiana 8 Wahlbezirke - 1. Felix Edward Hébert (D) - 2. Hale Boggs (D) - 3. Edwin E. Willis (D) - 4. Overton Brooks (D) - 5. Otto E. Passman (D) - 6. James H. Morrison (D) - 7. Henry D. Larcade (D) - 8. A. Leonard Allen (D) Maine 3 Wahlbezirke - 1. Robert Hale (R) - 2. Charles P. Nelson (R) - 3. Frank Fellows (R) bis zum 27. August 1951 - Clifford McIntire (R) ab dem 22. Oktober 1951 Maryland 6 Wahlbezirke. - 1. Edward Tylor Miller (R) - 2. James Devereux (R) - 3. Edward Garmatz (D) - 4. George Hyde Fallon (D) - 5. Lansdale Sasscer (D) - 6. James Glenn Beall (R) Massachusetts 14 Wahlbezirke - 1. John W. Heselton (R) - 2. Foster Furcolo (D) bis zum 30. September 1952 - 3. Philip J. Philbin (D) - 4. Harold Donohue (D) - 5. Edith Nourse Rogers (R) - 6. William H. Bates (R) - 7. Thomas J. Lane (D) - 8. Angier Goodwin (R) - 9. Donald W. Nicholson (R) - 10. Christian Herter (R) - 11. John F. Kennedy (D) - 12. John W. McCormack (D) - 13. Richard B. Wigglesworth (R) - 14. Joseph William Martin (R) Michigan 17 Wahlbezirke - 1. Thaddeus M. Machrowicz (D) - 2. George Meader (R) - 3. Paul W. Shafer (R) - 4. Clare Hoffman (R) - 5. Gerald Ford (R) - 6. William W. Blackney (R) - 7. Jesse P. Wolcott (R) - 8. Fred L. Crawford (R) - 9. Ruth Thompson (R) - 10. Roy O. Woodruff (R) - 11. Charles E. Potter (R) bis zum 4. November 1952 - 12. John B. Bennett (R) - 13. George D. O’Brien (D) - 14. Louis C. Rabaut (D) - 15. John Dingell Sr. (D) - 16. John Lesinski Jr. (D) - 17. George Anthony Dondero (R) Minnesota 9 Wahlbezirke - 1. August H. Andresen (R) - 2. Joseph Patrick O’Hara (R) - 3. Roy Wier (DFL= Democratic Farmer Labor Party) - 4. Eugene McCarthy (DFL) - 5. Walter Henry Judd (R) - 6. Fred Marshall (DFL) - 7. Herman Carl Andersen (R) - 8. John Blatnik (DFL) - 9. Harold Hagen (R) Mississippi 7 Wahlbezirke - 1. John E. Rankin (D) - 2. Jamie L. Whitten (D) - 3. Frank E. Smith (D) - 4. Thomas Abernethy (D) - 5. W. Arthur Winstead (D) - 6. William M. Colmer (D) - 7. John Bell Williams (D) Missouri 13 Wahlbezirke - 1. Clare Magee (D) - 2. Morgan M. Moulder (D) - 3. Phil J. Welch (D) - 4. Leonard Irving (D) - 5. Richard Walker Bolling (D) - 6. Orland K. Armstrong (R) - 7. Dewey Jackson Short (R) - 8. A. S. J. Carnahan (D) - 9. Clarence Cannon (D) - 10. Paul C. Jones (D) - 11. John B. Sullivan (D) bis zum 29. Januar 1951 - Claude I. Bakewell (R) ab dem 9. März 1951 - 12. Thomas B. Curtis (R) - 13. Frank M. Karsten (D) Montana 2 Wahlbezirke - 1. Mike Mansfield (D) - 2. Wesley A. D’Ewart (R) Nebraska 4 Wahlbezirke - 1. Carl Curtis (R) - 2. Howard Buffett (R) - 3. Karl Stefan (R) bis zum 2. Oktober 1951 - Robert Dinsmore Harrison (R) ab dem 4. Dezember 1951 - 4. Arthur L. Miller (R) Nevada Staatsweite Wahl - Walter S. Baring (D) New Hampshire 2 Wahlbezirke - 1. Chester Earl Merrow (R) - 2. Norris Cotton (R) | New Jersey 14 Wahlbezirke - 1. Charles A. Wolverton (R) - 2. T. Millet Hand (R) - 3. James C. Auchincloss (R) - 4. Charles R. Howell (D) - 5. Charles Aubrey Eaton (R) - 6. Clifford P. Case (R) - 7. William B. Widnall (R) - 8. Gordon Canfield (R) - 9. Harry Lancaster Towe (R) bis zum 7. September 1951 - Frank C. Osmers (R) ab dem 6. November 1951 - 10. Peter Wallace Rodino (D) - 11. Hugh Joseph Addonizio (D) - 12. Robert Kean (R) - 13. Alfred D. Sieminski (D) - 14. Edward J. Hart (D) New Mexico Staatsweite Wahl für zwei Abgeordnete - John Joseph Dempsey (D) - Antonio M. Fernández (D) New York 45 Wahlbezirke - 1. Ernest Greenwood (D) - 2. Leonard W. Hall (R) bis zum 31. Dezember 1952 - 3. Henry J. Latham (R) - 4. L. Gary Clemente (D) - 5. T. Vincent Quinn (D) bis zum 30. Dezember 1951 - Robert Tripp Ross (R) ab dem 19. Februar 1952 - 6. James J. Delaney (D) - 7. Louis B. Heller (D) - 8. Victor Anfuso (D) - 9. Eugene James Keogh (D) - 10. Edna F. Kelly (D) - 11. James J. Heffernan (D) - 12. John J. Rooney (D) - 13. Donald L. O’Toole (D) - 14. Abraham J. Multer (D) - 15. Emanuel Celler (D) - 16. James J. Murphy (D) - 17. Frederic R. Coudert Jr. (R) - 18. James G. Donovan (D) - 19. Arthur George Klein (D) - 20. Franklin D. Roosevelt Jr. (D) - 21. Jacob K. Javits (R) - 22. Adam Clayton Powell Jr. (D) - 23. Sidney A. Fine (D) - 24. Isidore Dollinger (D) - 25. Charles A. Buckley (D) - 26. Christopher C. McGrath (D) - 27. Ralph W. Gwinn (R) - 28. Ralph A. Gamble (R) - 29. Katharine St. George (R) - 30. J. Ernest Wharton (R) - 31. Bernard W. Kearney (R) - 32. William T. Byrne (D) bis zum 27. Januar 1952 - Leo W. O’Brien (D) ab dem 1. April 1952 - 33. Dean P. Taylor (R) - 34. Clarence E. Kilburn (R) - 35. William R. Williams (R) - 36. R. Walter Riehlman (R) - 37. Edwin Arthur Hall (R) - 38. John Taber (R) - 39. William Sterling Cole (R) - 40. Kenneth Keating (R) - 41. Harold C. Ostertag (R) - 42. William E. Miller (R) - 43. Edmund P. Radwan (R) - 44. John Cornelius Butler (R) - 45. Daniel A. Reed (R) North Carolina 12 Wahlbezirke - 1. Herbert Covington Bonner (D) - 2. John H. Kerr (D) - 3. Graham Arthur Barden (D) - 4. Harold D. Cooley (D) - 5. Richard Thurmond Chatham (D) - 6. Carl T. Durham (D) - 7. Frank Ertel Carlyle (D) - 8. Charles B. Deane (D) - 9. Robert L. Doughton (D) - 10. Hamilton C. Jones (D) - 11. Woodrow Wilson Jones (D) - 12. Monroe Minor Redden (D) North Dakota 2 Abgeordnete die staatsweit gewählt wurden - Fred George Aandahl (R) - Usher L. Burdick (Nonpartisan Republican) Ohio 22 Wahlbezirke. Außerdem wurde ein Abgeordneter staatsweit gewählt. - 1. Charles H. Elston (R) - 2. William E. Hess (R) - 3. Edward G. Breen (D) bis zum 1. Oktober 1951 - Paul F. Schenck (R) ab dem 6. November 1951 - 4. William Moore McCulloch (R) - 5. Cliff Clevenger (R) - 6. James G. Polk (D) - 7. Clarence J. Brown (R) - 8. Jackson Edward Betts (R) - 9. Frazier Reams (Unabhängiger) - 10. Thomas A. Jenkins (R) - 11. Walter E. Brehm (R) - 12. John Martin Vorys (R) - 13. Alvin F. Weichel (R) - 14. William Hanes Ayres (R) - 15. Robert T. Secrest (D) - 16. Frank T. Bow (R) - 17. J. Harry McGregor (R) - 18. Wayne Hays (D) - 19. Michael J. Kirwan (D) - 20. Michael A. Feighan (D) - 21. Robert Crosser (D) - 22. Frances P. Bolton (R) - 23. George H. Bender (R) staatsweit gewählt Oklahoma 8 Wahlbezirke - 1. George B. Schwabe (R) bis zum 2. April 1952 - 2. William G. Stigler (D) bis zum 21. August 1952 - 3. Carl Albert (D) - 4. Tom Steed (D) - 5. John Jarman (D) - 6. Toby Morris (D) - 7. Victor Wickersham (D) - 8. Page Belcher (R) Oregon 4 Wahlbezirke - 1. Walter Norblad (R) - 2. Lowell Stockman (R) - 3. Homer D. Angell (R) - 4. Harris Ellsworth (R) Pennsylvania 33 Wahlbezirke - 1. William A. Barrett (D) - 2. William T. Granahan (D) - 3. Hardie Scott (R) - 4. Earl Chudoff (D) - 5. William J. Green Jr. (D) - 6. Hugh Scott (R) - 7. Benjamin F. James (R) - 8. Albert C. Vaughn (R) bis zum 1. September 1951 - Karl C. King ab dem 6. November 1951 - 9. Paul B. Dague (R) - 10. Harry P. O’Neill (D) - 11. Daniel J. Flood (D) - 12. Ivor D. Fenton (R) - 13. George M. Rhodes (D) - 14. Wilson D. Gillette (R) bis zum 7. August 1951 - Joseph L. Carrigg (R) ab dem 6. November 1951 - 15. Alvin Bush (R) - 16. Samuel K. McConnell (R) - 17. Richard M. Simpson (R) - 18. Walter M. Mumma (R) - 19. Leon H. Gavin (R) - 20. Francis E. Walter (D) - 21. James F. Lind (D) - 22. James E. Van Zandt (R) - 23. Edward L. Sittler (R) - 24. Thomas E. Morgan (D) - 25. Louis E. Graham (R) - 26. John P. Saylor (R) - 27. Augustine B. Kelley (D) - 28. Carroll D. Kearns (R) - 29. Harmar D. Denny (R) - 30. Robert J. Corbett (R) - 31. James G. Fulton (R) - 32. Herman P. Eberharter (D) - 33. Frank Buchanan (D) bis zum 27. April 1951 - Vera Buchanan (D) ab dem 24. Juli 1951 Rhode Island 2 Wahlbezirke - 1. Aime Forand (D) - 2. John E. Fogarty (D) South Carolina 6 Wahlbezirke. - 1. Lucius Mendel Rivers (D) - 2. John Jacob Riley (D) - 3. William Dorn (D) - 4. Joseph R. Bryson (D) - 5. James Prioleau Richards (D) - 6. John Lanneau McMillan (D) South Dakota 2 Wahlbezirke - 1. Harold Lovre (R) - 2. Ellis Yarnal Berry (R) Tennessee 10 Wahlbezirke - 1. Brazilla Carroll Reece (R) - 2. Howard Baker Sr. (R) - 3. James B. Frazier Jr. (D) - 4. Albert Gore Sr. (D) - 5. Joe L. Evins (D) - 6. Percy Priest (D) - 7. James Patrick Sutton (D) - 8. Tom J. Murray (D) - 9. Jere Cooper (D) - 10. Clifford Davis (D) Texas 21 Wahlbezirke - 1. Wright Patman (D) - 2. Jesse M. Combs (D) - 3. Lindley Beckworth (D) - 4. Sam Rayburn (D) - 5. Joseph Franklin Wilson (D) - 6. Olin E. Teague (D) - 7. Tom Pickett (D) bis zum 30. Juni 1952 - John Dowdy (D) ab dem 23. September 1952 - 8. Albert Thomas (D) - 9. Clark W. Thompson (D) - 10. Homer Thornberry (D) - 11. William R. Poage (D) - 12. Wingate H. Lucas (D) - 13. Ed Gossett (D) bis zum 31. Juli 1951 - Frank N. Ikard (D) ab dem 8. September 1951 - 14. John E. Lyle (D) - 15. Lloyd Bentsen (D) - 16. Kenneth M. Regan (D) - 17. Omar Truman Burleson (D) - 18. Walter E. Rogers (D) - 19. George H. Mahon (D) - 20. Paul Joseph Kilday (D) - 21. O. C. Fisher (D) Utah 2 Wahlbezirke - 1. Walter K. Granger (D) - 2. Reva Beck Bosone (D) Vermont 1 Wahlbezirk (staatsweit) - 1. Winston L. Prouty (R) Virginia 9 Wahlbezirke - 1. Edward John Robeson Jr. (D) - 2. Porter Hardy Jr. (D) - 3. J. Vaughan Gary (D) - 4. Watkins Moorman Abbitt (D) - 5. Thomas Bahnson Stanley (D) - 6. Clarence G. Burton (D) - 7. Burr Harrison (D) - 8. Howard W. Smith (D) - 9. Thomas B. Fugate (D) Washington 6 Wahlbezirke - 1. Hugh Mitchell (D) - 2. Henry M. Jackson (D) - 3. Russell V. Mack (R) - 4. Hal Holmes (R) - 5. Walt Horan (R) - 6. Thor Tollefson (R) West Virginia 6 Wahlbezirke - 1. Robert Lincoln Ramsay (D) - 2. Harley Orrin Staggers (D) - 3. Cleveland M. Bailey (D) - 4. Maurice G. Burnside (D) - 5. John Kee (D) bis zum 8. Mai 1951 - Elizabeth Kee (D) ab dem 17. Juli 1951 - 6. E. H. Hedrick (D) Wisconsin 10 Wahlbezirke - 1. Lawrence H. Smith (R) - 2. Glenn Robert Davis (R) - 3. Gardner R. Withrow (R) - 4. Clement J. Zablocki (D) - 5. Charles J. Kersten (R) - 6. William Van Pelt (R) - 7. Reid F. Murray (R) bis zum 29. April 1952 - 8. John W. Byrnes (R) - 9. Merlin Hull (R) - 10. Alvin O’Konski (R) Wyoming Staatsweite Wahlen - William Harrison (R) |

Nicht stimmberechtigte Mitglieder im Repräsentantenhaus:
- Alaska-Territorium:
  - Bob Bartlett (D)
- Hawaii-Territorium:
  - Joseph Rider Farrington (R)
- Puerto Rico:
  - Antonio Fernós Isern